# Alonso de Santoyo y Valverde
Alonso de Santoyo y Valverde o Alonso Santoyo de Valverde (* Corona de Castilla, circa 1520 - Huánuco ?, Perú, circa 1590) fue un noble, adelantado y militar español, que contribuyó en la colonización de la América española. Es conocido por haber fundado varias reducciones indígenas en los actuales departamentos de Áncash y Huánuco durante el virreinato de Francisco de Toledo.

## Biografía
Alonso de Santoyo formó parte del segundo grupo de vecinos españoles que se asentaron en la ciudad de León de Huánuco, pocos años después de su fundación en 1540. Cuando cumplía el cargo de capitán de caballos de esta ciudad, en 1572, fue nombrado Visitador por el virrey Francisco de Toledo, para que se encargue de la tasación, censos y fundaciones de reducciones de indios en las provincias de Lima y Huánuco entre 1569 y 1574. Así mismo, en 1574 le fue otorgada la encomienda de Huaraz, fundando este último pueblo.
Junto a los funcionarios españoles Álvaro Ponce de León, oidor de la Audiencia de Los Reyes; el visitador eclesiástico y licenciado Mejía, jesuita que había sido fiscal en la Real Audiencia; Rodrigo Cantos de Andrada; el capitán Juan Maldonado de Buendía; Juan Martínez de Rengifo, relator y fiscal de la Real Audiencia de Los Reyes; el visitador eclesiástico y licenciado don Bartolomé Martínez, arcediano de la Santa Iglesia del Arzobispado de Los Reyes, fundaron los siguientes pueblos:
- Santo Domingo de Tauca (1572)[5]
- Santo Domingo de Huari (1572)
- San Gregorio de Huantar (1572)
- San Juan de Yacya  (1572)
- San Andrés de Llamellín (1572)
- San Martín de Chacas (1572)
- San Luis de Chuquibamba (1572)
- San Juan Bautista de Pomabamba (1573)
- Santo Domingo de Yungay (1573)
- San Sebastián de Huaraz (1574)
- San Pedro y San Pablo de Piscobamba (1574)
- San Ildefonso de Recuay (1574)

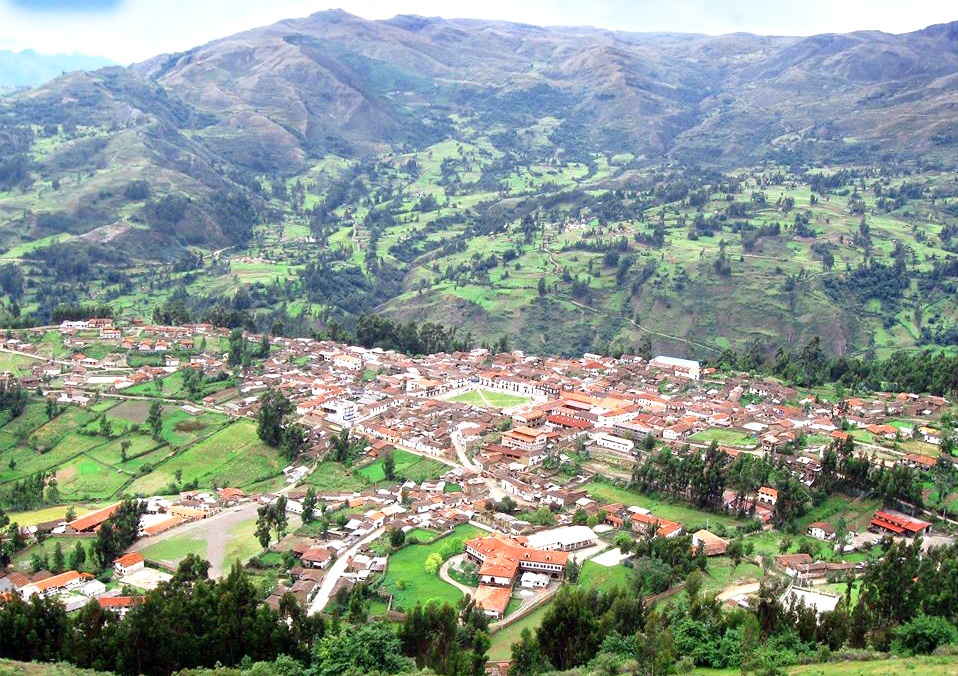
Chacas, capital de Asunción.
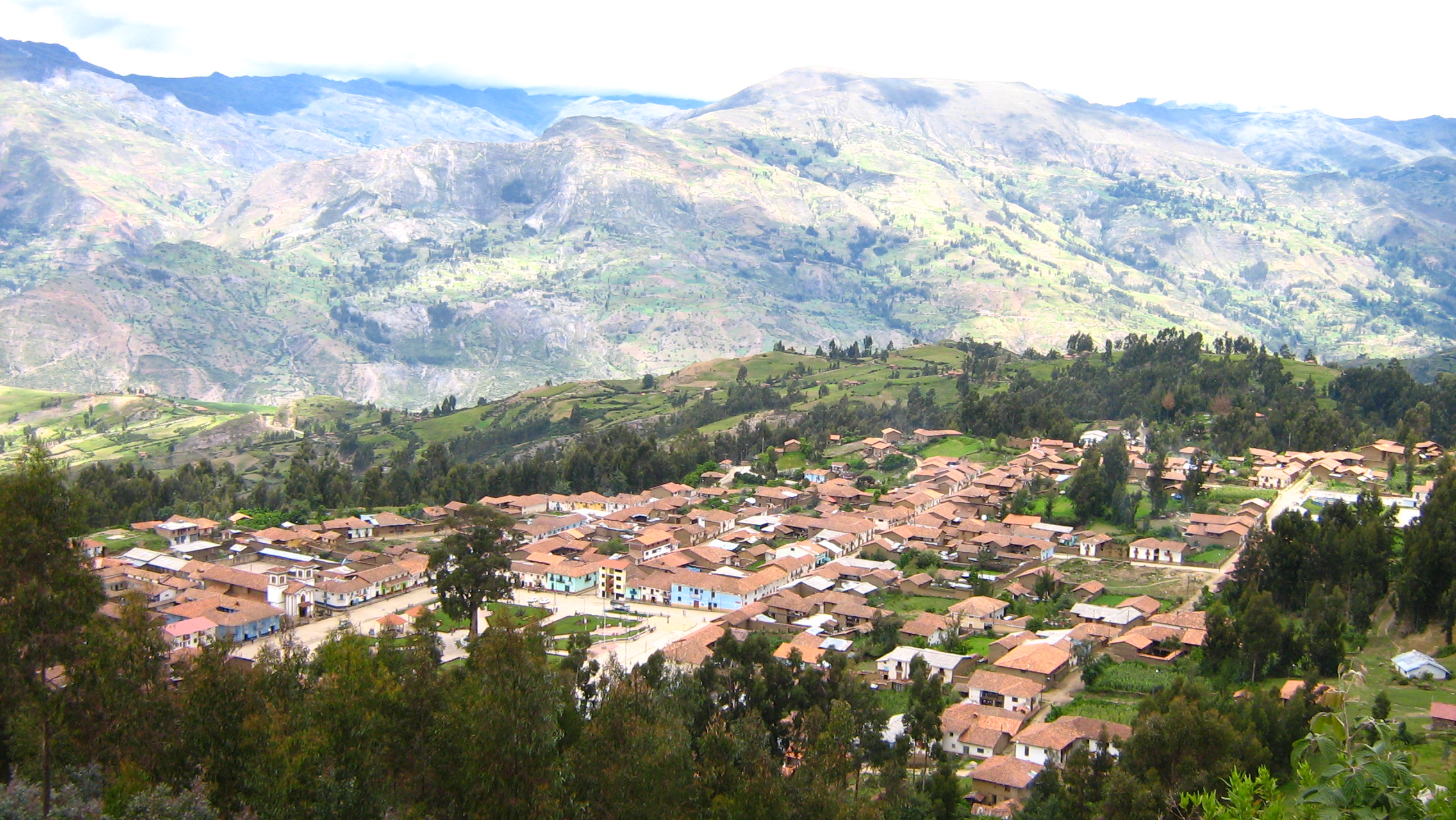
Piscobamba, capital de Mariscal Luzuriaga.
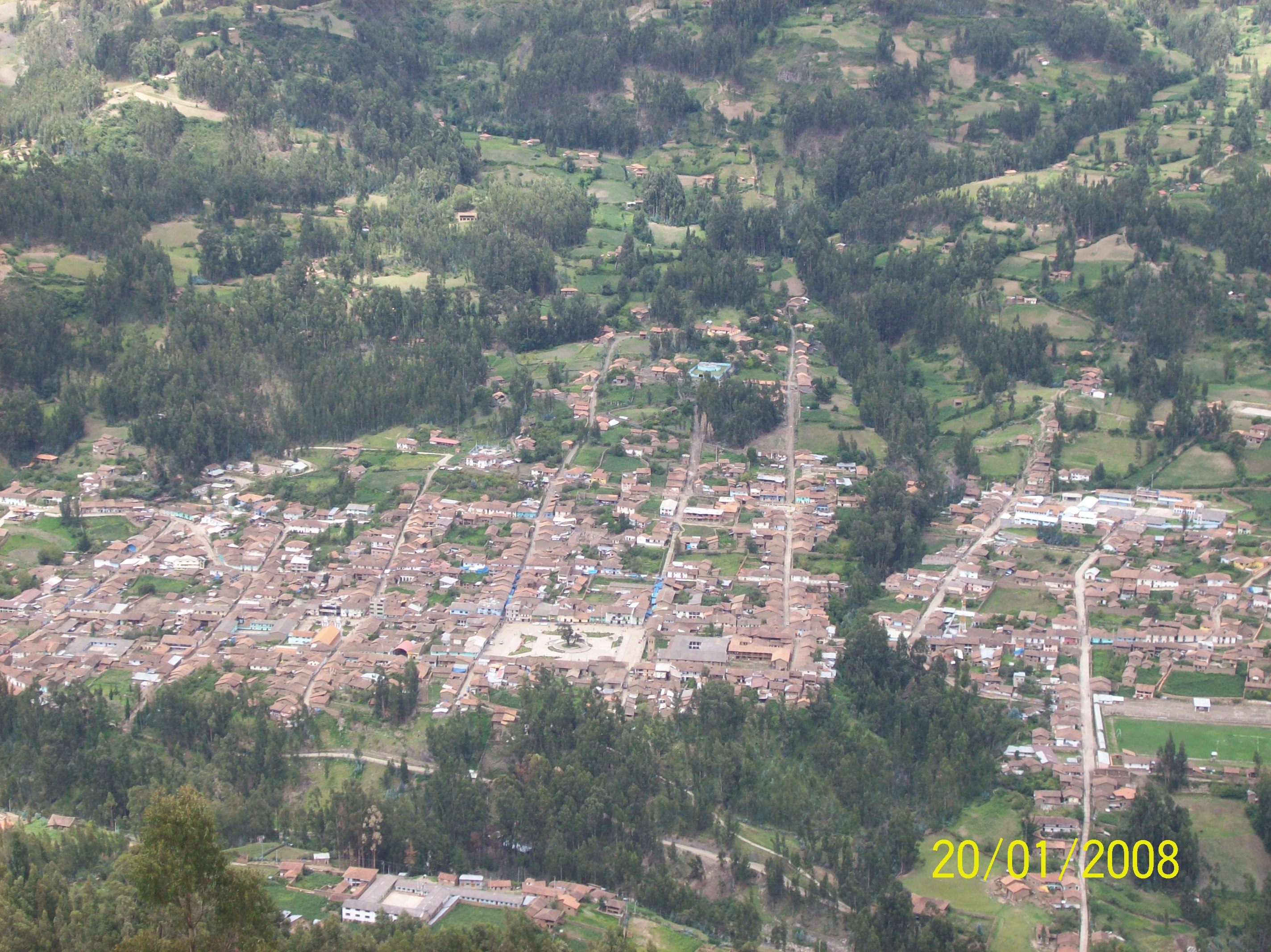
Pomabamba, capital de la provincia homónima.